# Donna seduta con una camicetta blu
Donna seduta con una camicetta blu è un dipinto a olio su tela (100 x65 cm) realizzato nel 1919 dal pittore italiano Amedeo Modigliani.
Fa parte di una collezione privata parigina.